# آستین نیکولز
 آستین نیکولز (انگلیسی: Austin Nichols؛ زادهٔ ۲۴ آوریل ۱۹۸۰) یک هنرپیشه اهل ایالات متحده آمریکا است. وی از سال ۱۹۹۹ میلادی تاکنون مشغول فعالیت بوده‌است.
از فیلم‌ها یا برنامه‌های تلویزیونی که وی در آن نقش داشته است می‌توان به روز پس از فردا، پروژه پنج، خندیدن با صدای بلند و ویمبلدون اشاره کرد.